# Lošinj
Lošinj (latinsko: Apsorrus, italijansko: Lussino) je hrvaški otok v južnem Kvarnerju. Leži zahodno od Paga in južno od Cresa, s katerim ga pri naselju Osor povezuje krajši most. Sestavljata ga dva umetno ločena dela/otoka?,  južni Mali Lošinj in severni Veliki Lošinj. S skupno velikostjo 74,36 km² je Lošinj 11. največji med hrvaškimi otoki.

## Geografija
Lošinj je 31 km dolg otok, s površino 74,68 oz. 75 km² (11. največji hrvaški otok) ki leži na severu Jadrana v zahodnem nizu Kvarnerskih otokov. Dolžina njegove obale znaša med 112,2 in 112,7 km, kar ga uvršča na deveto mesto med jadranskimi otoki. Od Cresa ga v naselju Osor loči 11 m širok umetni kanal, preko katerega je zgrajen vrtljiv most. Najvišji vrh grebena Osoršćica je Televrina, visok 588 m.  
Lošinj je s kopnim povezan preko otoka Cres z dvema trajektnima linijama, in sicer
- Porozina - Brestova in
- Merag - Valbiska.

## Naselja na otoku
Nerezine, Ćunski, Sv. Jakov, Lučica, Mali Lošinj (največje mesto), Veli Lošinj

## Galerija
- Sv. Marko, vas in istoimenski zaliv vzhodni obali Lošinja
- Naselje Lučica
- Osorščica, najvišji vrh Lošinja
- Zaliv na zahodni obali, poleg Čikata
- Osorščica z zahodne obale
- Spomenik Ambrozu Haračiću, pogozditelju Lošinja
- Zahodna obala otoka
- Svetilnik